# Benny Ooft
Benito Octaaf Charles Ooft (Paramaribo, 3 februari 1941 - Almere, 24 november 1989) was een Surinaams journalist, cineast en schrijver.
Hij publiceerde de verhalenbundel Silhouetten (1967) en de novelle Avonden aan de rivier (1969), een schets van een ten onder gaande plantage aan de Surinamerivier. Ooft was redactielid van het kort bestaand hebbende literaire tijdschrift Moetete (1968) en van de bundel opstellen over migratie De Vlucht (1968). Hij schreef voorts een politieke analyse van de Surinaamse onafhankelijkheid: Het laatste hoofdstuk (1976) en de geschiedschrijving Suriname 10 jaar republiek (1985). Zijn laatste productie als cineast was de driedelige NOS-documentaire Winti, uitgezonden in januari 1990. Zijn omvangrijke nagelaten roman Tussen palmen en dijken is een evocatie van de jaren 50 en 60 in Suriname en kan als zijn ongepubliceerde magnum opus gelden. Er verschenen fragmenten uit in de bloemlezingen Geluiden/Opo sten (1984), Hoor die tori! (1990) en Mama Sranan; 200 jaar Surinaamse verhaalkunst (1999).

## Over Benny Ooft
- Michiel van Kempen, Een geschiedenis van de Surinaamse literatuur, profiel van Benny Ooft op pagina 334-336.

- Digitale Bibliotheek voor de Nederlandse Letteren: ooft002
- International Standard Name Identifier: 0000 0000 2480 6499
- Library of Congress Control Number: n77013064
- Nederlandse Thesaurus van Auteursnamen: 068487843
- Virtual International Authority File: 38166178
- WorldCat: E39PBJycHjdM6K9Qmhg6Hchyh3